# The Crash (film, 1932)
Pour les articles homonymes, voir The Crash.
The Crash est un film américain réalisé par William Dieterle, sorti en 1932.

## Synopsis
Linda, qui a connu la pauvreté, a épousé le riche Geoff Gault dans le seul but de se mettre financièrement à l'abri. Le couple vit sans amour. Geoff utilise la beauté de sa femme pour obtenir des informations sur la bourse. Mais lorsque la crise éclate, en 1929, Linda prend les choses en main.

## Fiche technique
- Réalisation : William Dieterle
- Scénario : Earl Baldwin d'après le roman de Larry Barratto
- Chef-opérateur : Ernest Haller
- Musique : W. Franke Harling
- Montage : Owen Marks
- Costumes : Orry-Kelly
- Direction artistique : Jack Okey
- Pays de production :  États-Unis
- Langue : Anglais
- Format : Noir et blanc — 35 mm — 1,37:1 — Son : Mono
- Genre : Film dramatique
- Durée : 65 minutes
  - États-Unis : 9 octobre 1932

## Distribution
- Ruth Chatterton : Linda Gault
- George Brent : Geoff Gault
- Lois Wilson : Marcia Peterson
- Paul Cavanagh : Ronnie Sanderson
- Barbara Leonard : Celeste
- Henry Kolker : John Fair
- Ivan Simpson : Hodge
- Hardie Albright : Arthur Pringle